# Giovanni Gioseffo Dal Sole

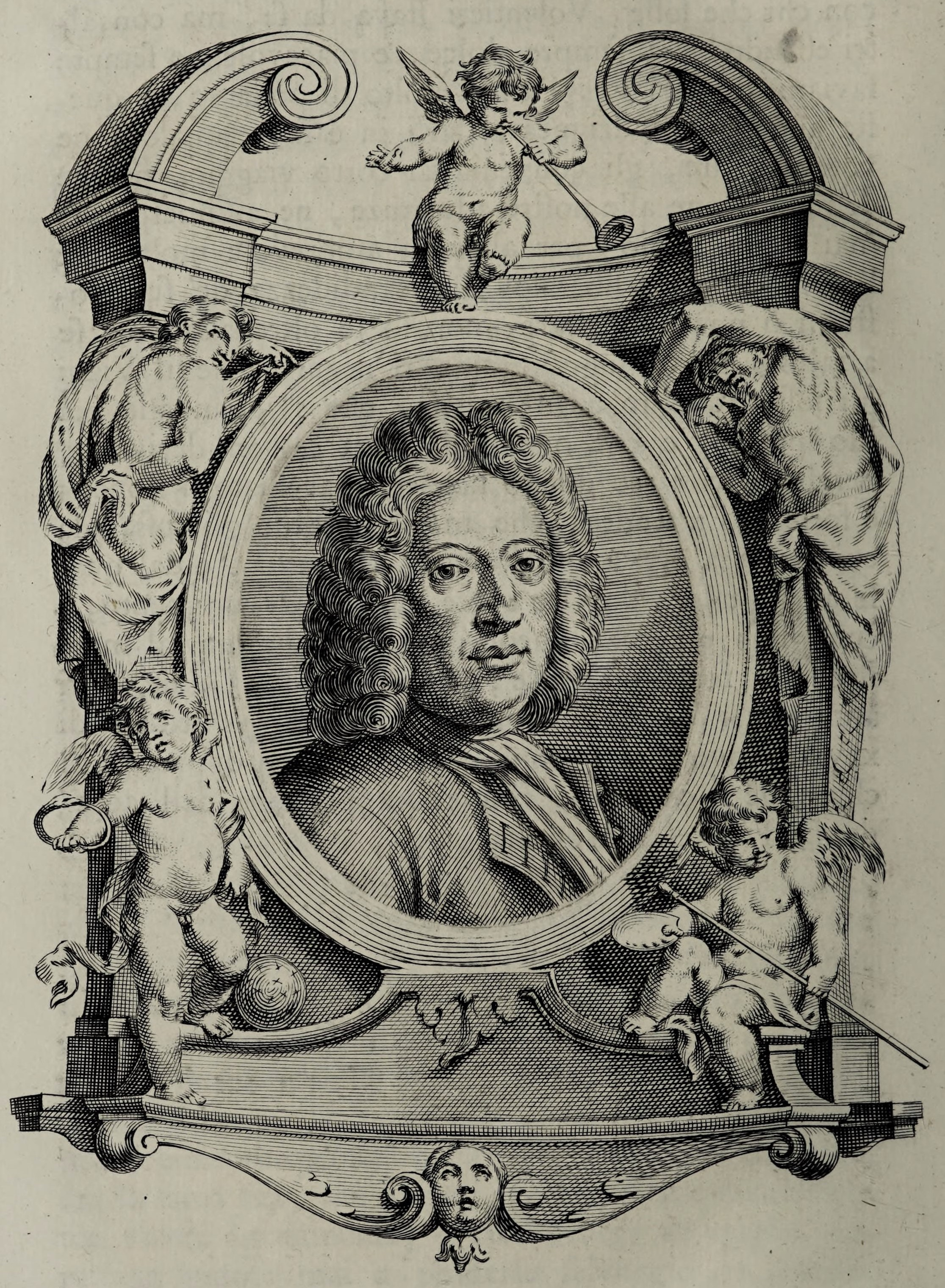
Giovanni Gioseffo Dal Sole

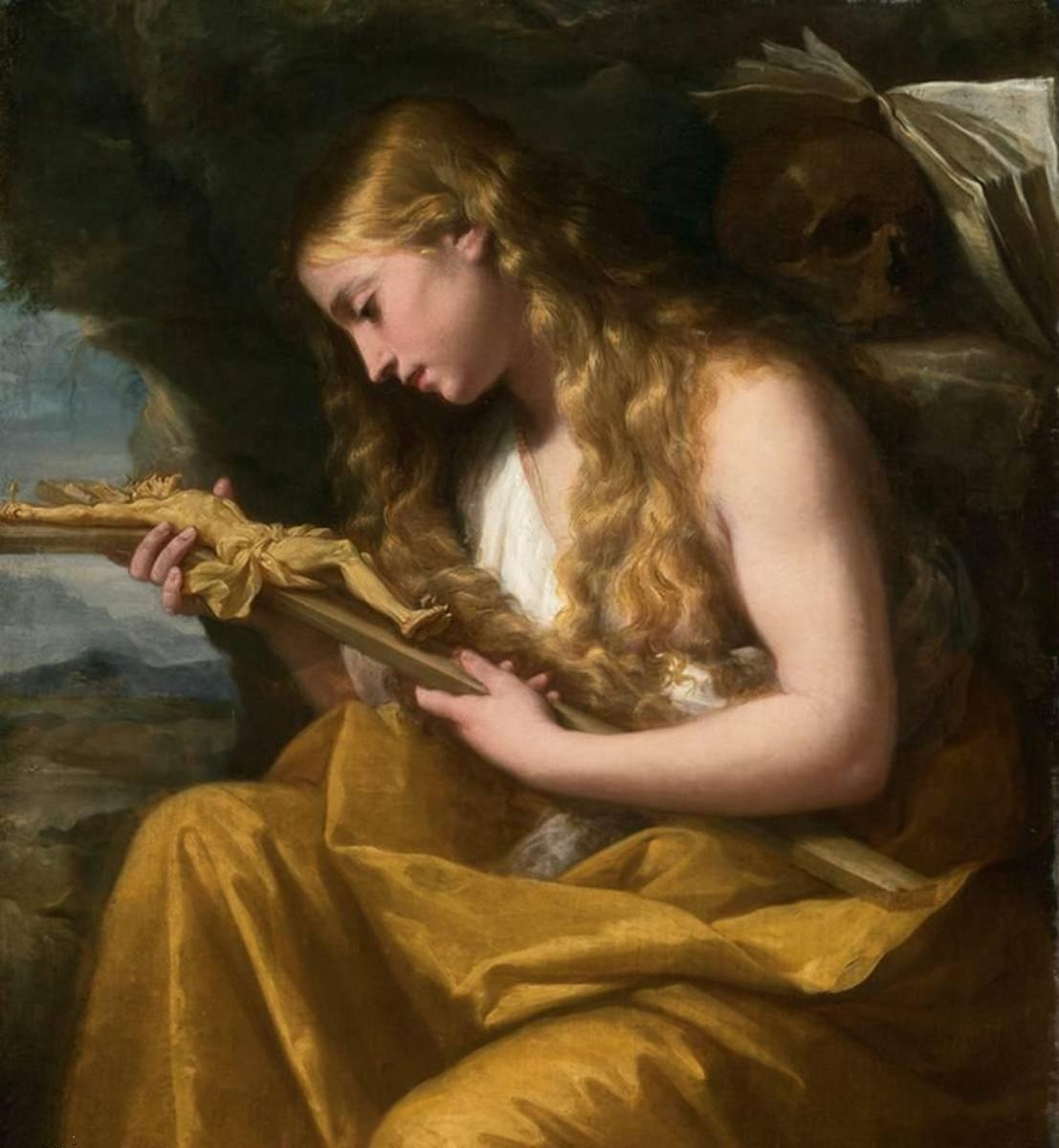
Magdalena penitente, col.particular.

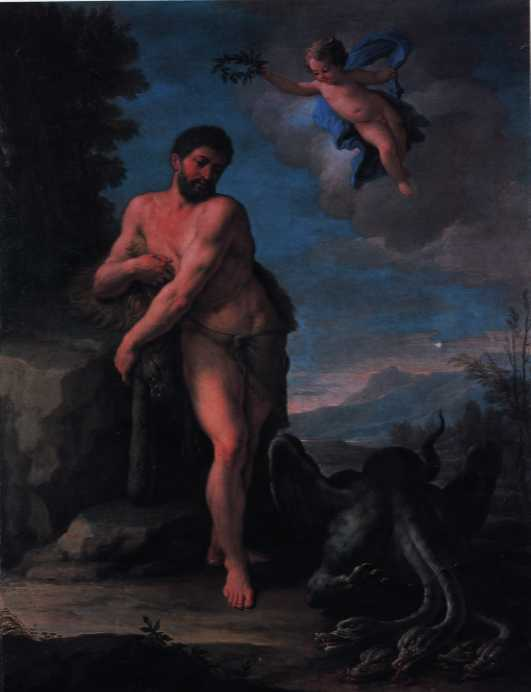
Descanso de Hércules, col.particular.

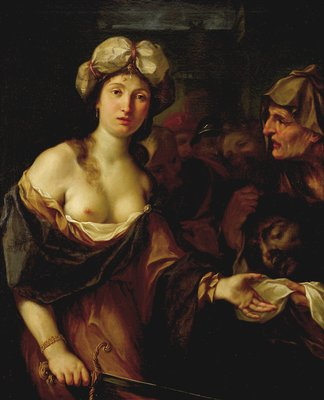
Judith con la cabeza de Holofernes, Minneapolis Institute of Arts.

Giovanni Gioseffo dal Sole (Bolonia, 10 de diciembre de 1654 - Bolonia, 22 de julio de 1719) fue un pintor y grabador italiano, activo en Bolonia en el barroco tardío.

## Biografía
Su padre Giovanni Antonio Maria, era un pintor de paisajes formado junto a Francesco Albani. El primer aprendizaje de Giovanni Gioseffo lo realizó con Domenico Maria Canuti, para pasar posteriormente al estudio de Lorenzo Pasinelli (1672), probablemente uno de los últimos grandes maestros de la Escuela Boloñesa. Gracias a Pasinelli adquirió el gusto por el cromatismo veneciano, que este había sabido integrar en las maneras clasicistas del arte boloñés. A través de él, Dal Sole pudo absorber la herencia los grandes pintores de la generación anterior, como Guido Reni y su más dotado alumno, Simone Cantarini, que a su vez había sido maestro de Pasinelli.
Giovangioseffo se convirtió en el pupilo predilecto del viejo maestro y en su verdadero heredero artístico. Prueba de ello son los bellos grabados que ejecutó a partir de obras de Pasinelli (Marte recibiendo sus armas de Júpiter, Juno y Atenea)
Como artista independiente realizó la decoración al fresco de la cúpula de Santa Maria dei Poveri en Bolonia, y el retablo de la Trinidad para la iglesia del Suffragio en Imola (1700). Colaboró en algunos proyectos con Giuseppe Maria Crespi. Gracias a su amistad con el conde Alessandro Fava, tuvo acceso a los frescos que Annibale Carracci había ejecutado casi un siglo antes en el Palazzo Fava. Para Dal Sole este influjo supone un retorno al clasicismo practicado por los primeros maestros boloñeses, sobre todo Annibale y su primo Ludovico Carracci.
Fue uno de los artistas que contribuyeron con escenas mitológicas en la Galleria de la Eneida en el Palazzo Buonaccorsi en Macerata, uno de los grandes ciclos artísticos de su época. Dos obras suyas, una Diana con amorcillos y una Extasis de la Magdalena se encuentran en el Palazzo Spalletti-Trivelli en Bolonia. Suya es también la Salomé con la cabeza del Bautista del Fitzwilliam Museum.
En el Palazzo Mansi de Lucca pintó un Juicio de Paris al fresco.
Entre sus alumnos se puede citar a Felice Torelli y su esposa Lucia Casalini, Antonio Beduzzi, Francesco Monti, Gioseffo Vitali, Donato Creti, Giovanni Battista Grati, Cesare Mazzoni, Francesco Pavona y Francesco Comi (il Fornaretto).

## Obras destacadas
- Diana y Cupido (1682), Palazzo Spalletti-Trivelli, Bolonia
- Extasis de la Magdalena (1682), Palazzo Spalletti-Trivelli, Bolonia
- Salomé con la cabeza del Bautista, Fitzwilliam Museum
- Juicio de Paris, fresco, Palazzo Mansi, Lucca
- San Andrés apóstol, iglesia parroquial, Balignano
- Hércules y Omfale, Staatliche Kunstsammlungen, Gemäldegalerie, Dresde
- Lucrecia, (1685), Galería Sabauda, Turin
- Frescos de la cúpula de Santa Maria dei Poveri, Bolonia (1692)
- Judith con la cabeza de Holofernes, (1695), Minneapolis Institute of Arts
- Sueño de Dido (1697, Kunsthistorisches Museum, Viena)
- Diana en el baño (1700, Kunsthistorisches Museum, Viena)
- Desposorios místicos de Santa Catalina (1716, Kunsthistorisches Museum, Viena)
- Encuentro de Eneas y Ascanio con Andrómaca y Heleno en Butroto (Musei Civici di Macerata)